# Gli eroi del doppio gioco
Gli eroi del doppio gioco è un film del 1962 diretto da Camillo Mastrocinque.

## Trama
Benito, figlio di un podestà fascista, tornato provato dalla campagna di Russia, si ribella alla famiglia e si unisce ad un gruppo di partigiani; con lui scappa anche Luciana, figlia di un gerarca.
Con l'arrivo degli alleati le famiglie dei due, pur con tutta una serie di tragicomiche vicissitudini, riescono a cancellare ogni traccia della loro adesione al fascismo.
Benito e Luciana, una volta finita la guerra, possono finalmente sposarsi e chiamano il loro primo figlio Adamo, simbolo di una nuova vita che inizia per tutti.

## Produzione
Il film è stato girato a Carbognano, in provincia di Viterbo. Mastrocinque scelse Carbognano poiché nei muri del paese erano conservate le scritte di carattere fascista originali impresse nel ventennio.

## Colonna sonora
- Non partir, di D'Anzi - Bracchi (1938)
- Ma l'amore no, di D'Anzi - Galdieri (1943)
- Ba..ba..baciami piccina, di Morbelli - Astore (1940)
- Fischia il sasso, di Giuseppe Blanc
- Violino tzigano, di Nino Bixio (1934)